# Pepi Cereda
Pepi Cereda (... – 1º settembre 2001) è stato un giornalista italiano.

## Biografia
Giornalista sportivo specializzato in automobilismo, negli anni Novanta ha fatto parte della redazione sportiva Mediaset: a lui erano affidate le interviste dal paddock durante i gran premi di Formula 1, oltre alla realizzazione di servizi per la trasmissione Grand Prix. È morto dopo una breve malattia il 1º settembre 2001, a soli 45 anni.

## Pubblicazioni
- Le corse ruggenti. La vera storia di Enzo Ferrari pilota, Libreria dell'Automobile, 1988, con Giulio Schmidt, Franco Varisco